# Atar
Atar (Atur) sau Atesh este în mitologia persană, zeul focului și al purității, fiul lui Ahura Mazda. Atar a luptat împotriva marelui dragon al cerurilor, Azhi Dahaka, l-a învins și l-a înlănțuit pe un munte foarte înalt. Dragonul, însă, a scăpat după o perioadă de captivitate și a ucis o treime din întreaga omenire. 